# Полшник
Полшник (на словенски: Polšnik) е село в Словения, регион Средна Словения, община Лития. Според Националната статистическа служба на Република Словения през 2015 г. селото има 109 жители.